# Ługowo (województwo zachodniopomorskie)
Ługowo (niem. Lindenberg) – wieś sołecka w Polsce położona w województwie zachodniopomorskim, w powiecie choszczeńskim, w gminie Pełczyce. W latach 1975–1998 miejscowość administracyjnie należała do województwa gorzowskiego. W roku 2007 wieś liczyła 77 mieszkańców. 

## Geografia
Wieś leży ok. 3,5 km na południe od Pełczyc, między Pełczycami a miejscowością Krzynki, ok. 500 m na wschód od jeziora Pełcz.

## Historia
Niewielki majątek w Ługowie powstał w latach 30. XIX wieku po separacji gruntów. Areał uprawny wynosił ok. 75 ha. W 1853 r. było tu 28 mieszkańców. W okresie międzywojennym majątek był własnością Alfreda Grundmanna, który posiadał 76 ha, trudnił się hodowlą bydła. W 1944 r. mieszkało tutaj 120 osób. Po 1945 r. dobra upaństwowiono, działało tu Państwowe Gospodarstwo Rolne wchodzące w skład Kombinatu Państwowych Gospodarstw Rolnych w Sarniku. W latach 70. XX wieku i dalszych wszystkie budynki mieszkalne i gospodarcze zostały rozebrane.